# Congregação Cristã na Irlanda
A Congregação Cristã na Irlanda  é uma igreja cristã evangélica.
A Congregação Cristã na Irlanda tem origem no início da imigração brasileira à Irlanda, particularmente após a chegada de Vamberto Dias em 2003 de Monte Aprazível, Brasil, onde era Cooperador de Jovens na Congregação Cristã no Brasil.
O núcleo original da Congregação Cristã na Irlanda foi na cidade do Ennis, situada ao Rear of 8, Carmody Street, Ennis Co Clare.
Na década de 2000, a Congregação Cristã na Irlanda recebeu um influxo de brasileiros e portugueses, principalmente nas cidades de Ennis, Dublin, Athenry, Naas e Ballyjamesduff.
Em 2015 havia 5 congregações na Irlanda, com cerca de 290 membros.
Vela pela liberdade religiosa.

## Doutrina
Os 12 artigos de Fé e doutrina seguidos pela Congregação:
1. Nós cremos na inteira Bíblia Sagrada e aceitamo-la como contendo a infalível Palavra de Deus, inspirada pelo Espírito Santo. A Palavra de Deus é a única e perfeita guia da nossa fé e conduta, e a Ela nada se pode acrescentar ou d'Ela diminuir. É, também, o poder de Deus para salvação de todo aquele que crê.
2. Nós cremos que há um só Deus vivente e verdadeiro, eterno e de infinito poder, criador de todas as coisas, em cuja unidade estão: o Pai, o Filho e o Espírito Santo.
3. Nós cremos que Jesus Cristo, o Filho de Deus, é a Palavra feita carne, havendo assumido uma natureza humana no ventre de Maria virgem, possuindo Ele, por conseguinte, duas naturezas, a divina e a humana; por isso é chamado verdadeiro Deus e verdadeiro homem e é o único Salvador, pois sofreu a morte pela culpa de todos os homens.
4. Nós cremos na existência pessoal do diabo e de seus anjos, maus espíritos, que, junto a ele, serão punidos no fogo eterno.
5. Nós cremos que o novo nascimento e a regeneração só se recebem pela fé em Jesus Cristo, que pelos nossos pecados foi entregue e ressuscitou para nossa justificação. Os que estão em Cristo Jesus são novas criaturas. Jesus Cristo, para nós, foi feito por Deus sabedoria, justiça, santificação e redenção.
6. Nós cremos no batismo na água, com uma só imersão, em Nome de Jesus Cristo e em Nome do Pai, e do Filho, e do Espírito Santo.
7. Nós cremos no batismo do Espírito Santo, com evidência de novas línguas, conforme o Espírito Santo concede que se fale.
8. Nós cremos na Santa Ceia. Jesus Cristo, na noite em que foi traído, tomando o pão e havendo dado graças, partiu-o e deu-o aos discípulos, dizendo: "Isso é o meu corpo, que por vós é dado; fazei isto em memória de mim". Semelhantemente tomou o cálice, depois da ceia, dizendo: "Este cálice é o Novo Testamento no meu sangue, que é derramado por vós".
9. Nós cremos na necessidade de nos abster das coisas sacrificadas aos ídolos, do sangue, da carne sufocada e da fornicação, conforme mostrou o Espírito Santo na Assembleia de Jerusalém.
10. Nós cremos que Jesus Cristo tomou sobre si as nossas enfermidades. "Está alguém entre vós doente? Chame os presbíteros da Igreja, e orem sobre ele, ungindo-o com azeite em nome do Senhor; e a oração da fé salvará o doente, e o Senhor o levantará; e, se houver cometido pecados, ser-lhe-ão perdoados".
11. Nós cremos que o mesmo Senhor (antes do milênio) descerá do céu com alarido, com voz de arcanjo e com a trombeta de Deus; e os que morreram em Cristo ressuscitarão primeiro. Depois, nós, os que ficarmos vivos, seremos arrebatados juntamente com eles nas nuvens, a encontrar nos ares e assim estaremos sempre com o Senhor.
12. Nós cremos que haverá a ressurreição corporal dos mortos, justos e injustos. Estes irão para o tormento eterno, mas os justos para a vida eterna.